# President Rosko
President Rosko (de son vrai nom Michael Pasternak) est un animateur américain de radio, né le 26 décembre 1942 à Los Angeles aux États-Unis.

## Biographie
Il grandit à Los Angeles dans le voisinage de Brian Wilson, membre des Beach Boys. Il est le fils du producteur de films hollywoodien Joseph Pasternak, et de Dorothy, une danseuse pour le petit écran. À quinze ans, son père l'envoie en France pour améliorer son français. C'est là qu'il travaille pour Eddie Barclay sous le pseudonyme de Mike Prescott. De 1960 à 1964, il fait son service militaire dans l'US Navy.
Puis sur Europe 1, il présente Bon Dimanche les Copains (le complément de Salut les copains  diffusé en semaine). Ensuite sur Radio Monte-Carlo, il présente Barclayrama, émission produite par Disques Barclay, reprise également par Radio Andorre.
Michael est disc jockey sur la station pirate anglaise Radio Caroline de 1964 à 1967, où il officie sous le nom de Emperor Rosko, puis participe au lancement de la BBC Radio 1. Puis il est engagé par RTL qui souhaite rajeunir son auditoire. À partir de novembre 1966, il présente Minimax entre 16 et 18 h afin de concurrencer Salut les copains sur Europe 1. Sa notoriété est alors à son apogée.
Assisté de Sam Bernett, Michael est le premier DJ en France seul aux platines. Il fait fabriquer des centaines de jingles à Houston et se fait construire le premier studio automatique. Très influencé par les DJ américains comme Wolfman Jack, n'hésitant pas à se forger une figure de plaisant provocateur à cous d'approximations de langage, il apporte une touche particulière d'originalité sur les ondes françaises. Son personnage devient le vecteur de certaines modes de langue, comme la diffusion et l'utilisation du préfixe « mini- ». Il quitte la station pendant les événements de mai 68 pour ne jamais y revenir.
Il revient sur Radio 1, la station pop de la BBC avant de retourner aux États-Unis dans les années 1970.
Dans les années 1980, il anime des émissions spécial (anniversaire notamment) dans la célèbre émission belge de la RTBF Radio Cité.
En 2010, Michael vit en Californie où il produit et présente toujours des émissions de radio diffusées par satellite. Depuis mars 2007, on peut l'écouter sur le web sur Roskoradio.
Parmi ses slogans : « Le président Rosko, le plus beau, celui qu’il vous faut » ; « Le président Rosko, le plus beau, celui qui marche sur l'eau » ; « Minimum de blabla, maximum de musique ». Sa figure a inspiré le personnage du Comte, animateur d'une radio pirate, dans le film Good Morning England.

## Hommages
Il est évoqué dans le 263e des 480 souvenirs cités par Georges Perec dans Je me souviens[source secondaire souhaitée].
Dans le film Good Morning England, Philip Seymour Hoffman joue « The Count », un personnage inspiré de President Rosko.
Il est le sujet de la chanson Mais où est passé le Président Rosko ? de Pierre Rapsat (sur l'album Un coup de rouge, un coup de blues)[source secondaire souhaitée].

## Vie privée
Michael Pasternak s'est marié deux fois et n'a pas d'enfants.